# Bitwa pod Pobiedziskami
Bitwa Jarosława Mądrego z Miecławem – bitwa w 1041 roku, podczas której książę ruski Jarosław I Mądry wyprawił się przeciw Mazowszanom. Podobnie jak w przypadku wyprawy Jarosława z roku 1047 Nestor nie wspominał o udziale w niej wojsk księcia polskiego Kazimierza I Odnowiciela, mimo to przypuszcza się, że i w tej wcześniejszej wojnie Kazimierz brał udział. Według Zdzisława Pietrasa, w obliczu spodziewanego ataku Jarosława Mądrego na Mazowsze oraz jego sojuszu z Kazimierzem Odnowicielem (ślub księcia polskiego z Dobroniegą Marią, córką Włodzimierza I Wielkiego), władca Mazowsza Miecław w celu uniknięcia walki na dwa fronty wiosną 1041 roku rozpoczął działania przeciwko siłom księcia polskiego. Podając informacje za kroniką śląsko-polską, Zdzisław Pietras umiejscowił starcie Kazimierza z Miecławem pod wsią Pobiedziska. Inni badacze, jak Janusz Bieniak, uważają, że bitwa nastąpiła na wschodnim Mazowszu lub na Podlasiu, a celem Jarosława było przede wszystkim utrzymanie zwierzchności nad Jaćwieżą. 
Jarosław i Kazimierz rozbili tam oddziały Miecława mimo ich wsparcia przez Jaćwingów, Prusów, Litwinów i Pomorzan, ale pomimo zwycięstwa nie zdołali ostatecznie rozwiązać sprawy Mazowsza. Zawarli z Miecławem rozejm, odkładając na czas przyszły kwestię całkowitego uzależnienia Mazowsza od korony.